# آلتسهاوزن
آلتسهاوزن (به آلمانی: Altshausen) یک شهر در آلمان است که در بادن-وورتمبرگ واقع شده‌است. آلتسهاوزن ۴٬۷۴۲ نفر جمعیت دارد.

## خواهرخوانده
شهرهای بیچکه و Sausset-les-Pins خواهرخوانده‌های آلتسهاوزن هستند.